# Boijan Lilliehöök
Ingeborg Anna Elisabet (Boijan) Lilliehöök, född Ljunggren 9 juli 1899 i Lysekil, död 4 juli 1979 i Lidingö, var en svensk målare.
Hon var dotter till fabrikören Ferdinand Ljunggren och hans maka född Bengtsson och från 1933 gift med direktören Seved Lilliehöök af Fårdala. Hon studerade konst för Isaac Grünewald i Stockholm. Hon var under flera år bosatt i Paris, Dresden och Rom. Hon passade då på att studera för Othon Friesz och André Lhote i Paris. Separat ställde hon ut i Göteborg, Karlsborg, Örebro, Sundsvall och på Gummesons konsthall i Stockholm. På salongen i Paris tilldelades hon en silvermedalj för sina miniatyrmålningar. Hennes konst består av stilleben, porträtt och landskap i olja men hennes specialitet var miniatyrmålningar. Lilliehöök är representerad vid Institut Tessini Paris.

### Fotnoter
1. ↑  Nationalmuseum